# Skanderborg-Odder Provsti
Skanderborg-Odder Provsti var indtil 2007 et provsti i Århus Stift.  Provstiet lå i Odder Kommune og Skanderborg Kommune. Sognene indgår nu i Odder Provsti og Skanderborg Provsti.
Skanderborg-Odder Provsti bestod af flg. sogne:
- Alrø Sogn
- Bjerager Sogn
- Falling Sogn
- Fruering Sogn
- Gosmer Sogn
- Gylling Sogn
- Halling Sogn
- Hundslund Sogn
- Hylke Sogn
- Nølev Sogn
- Odder Sogn
- Ovsted Sogn
- Randlev Sogn
- Saksild Sogn
- Skanderborg Slotssogn
- Skanderup Sogn
- Stilling Sogn
- Torrild Sogn
- Tåning Sogn
- Vitved  Sogn
- Ørting Sogn